# Parapleustes gracilis
Parapleustes gracilis is een vlokreeftensoort uit de familie van de Pleustidae. De wetenschappelijke naam van de soort is voor het eerst geldig gepubliceerd in 1874 door Buchholz.